# Phú dưỡng

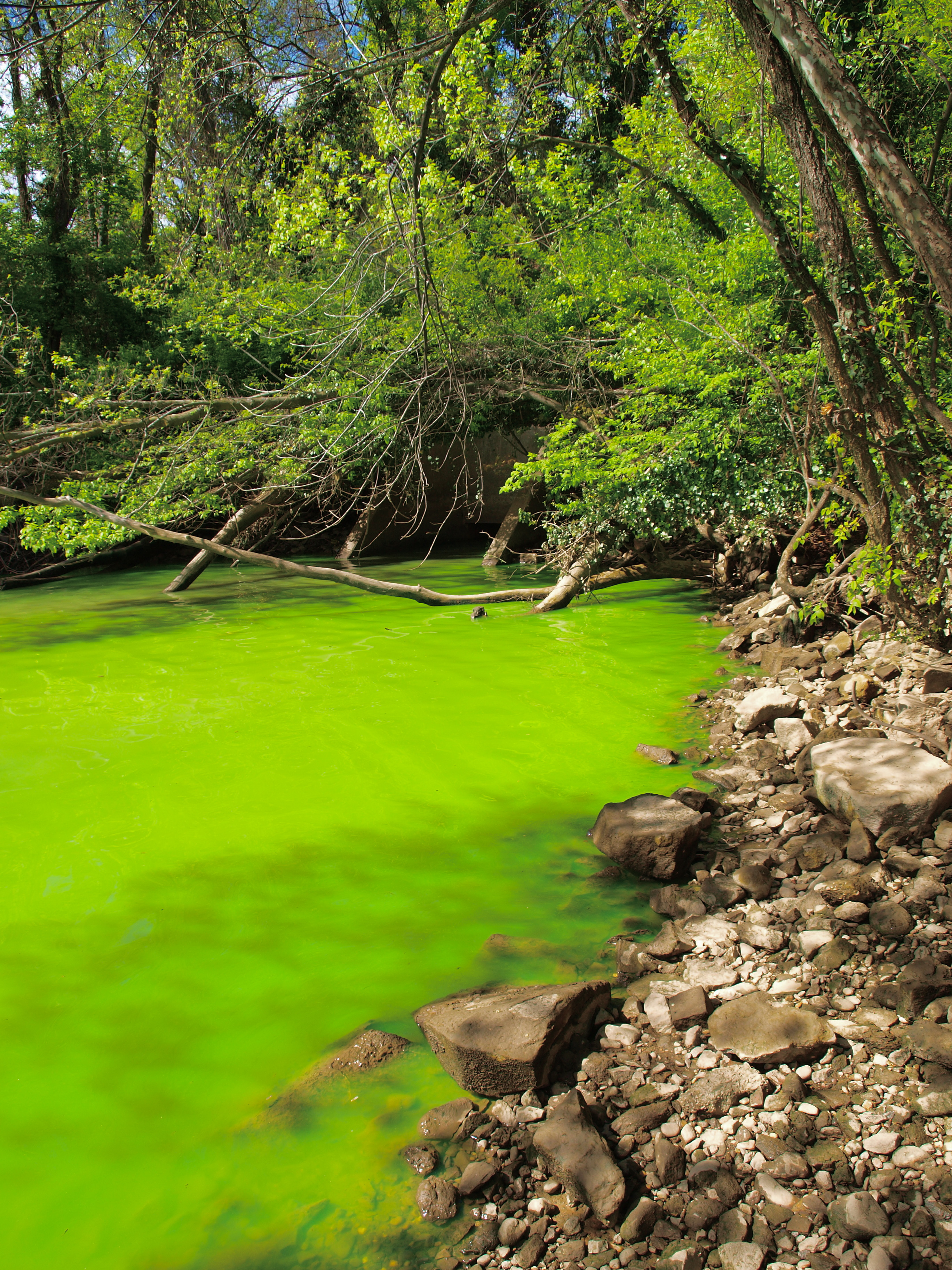
Phú dưỡng của sông Potomac, nước có màu lục sáng, gây ra bởi hiện tượng nở hoa dày đặc của vi khuẩn lam.

Phú dưỡng hay phì dưỡng là một phản ứng của hệ sinh thái khi quá nhiều chất dinh dưỡng như nitrat và phosphat từ các loại phân bón hoặc nước cống rãnh bị thải vào môi trường nước. Thông thường, khi hàm lượng nitrogen (N) lớn hơn 300 µg/l và phosphorus (P) lớn hơn 20 µg/l trong nước được xem là phú dưỡng. Một ví dụ là nước "nở hoa" hoặc gia tăng đột biến các thực vật phù du trong vực nước khi gia tăng lượng chất dinh dưỡng trong nước.

## Tác hại
Hiện tượng này làm ảnh hưởng tiêu cực đến môi trường như thiếu dưỡng khí, làm cạn kiệt oxy hòa tan trong nước, làm giảm số lượng các thể cá và các quần thể động vật khác. Các loài khác (như sứa Nomura trong các vực nước của Nhật Bản) có thể gia tăng số cá thể làm ảnh hưởng tiêu cực đến các loài khác.